# 島村みやこ
島村 みやこ（しまむら みやこ、1989年6月10日 - ）は、日本の女優、モデル、タレントである。東京都出身。所属事務所は株式会社ワイケーエージェント。
2010年度ミス桜美林大学を受賞後、『やじうま』（日本テレビ）にて初のリポーターを2年務め、その後モデル、タレントとして活躍。2014年にはロシア映画『愛について』で女優デビュー、2017年スバル・XVのCMで注目を集める。

## 出演

### テレビドラマ
- 月曜プレミア8 警視庁臨海署安積班（2021年、テレビ東京）- 松永葉月 役
- ゲキカラドウ（2021年、テレビ東京）- ポスターの女性 役
- アバランチ 第3話（2021年11月1日、カンテレ）
- ミステリと言う勿れ 第5話（2022年2月7日、フジテレビ）- 被害者 役
- 受付のジョー（2022年4月26日 - 6月28日、日本テレビ）- 藤井麻里奈 役[1]
- 特捜9 season5 第9話（2022年6月1日、テレビ朝日）- 柴田 役
- ゲキカラドウ2（2023年、テレビ東京）- ポスターの女性 役
- 湊かなえ「落日」最終話（2023年、WOWOW）- 佐伯麻友 役

### 映画
- ロシア映画 「愛について」（2014年）- メグミ 役
- HIGW＆LOW（2016年）
- 新宿スワンII（2017年）
- HANEDA（2017年）- 鮫島すみれ 役

### Vシネマ
- CONFLICT 〜最大の抗争〜3・4（2018年）- 明神紗矢 役
- 日本列島三極志（2018年）- 加納京香 役
- 漆黒の男たち（2018年）- 桐生聡美 役
- 日本極道戦争1・2（2019年）- 女将 役

### バラエティ番組
- よじごじdays（2023年2月2日 - 、テレビ東京）- リポーター
- テレビ千鳥（2023年3月2日、テレビ朝日）

### テレビCM
- 理研ビタミン「リケンのノンオイル青じそドレッシング」TV CM（2014年）
- NEC企業広告 TV CM（2014年）
- しまむら×レイカズンTV CM（2015年）
- コカコーラ「トレタ」TV CM（2015年）
- Pontaカード TV CM（2016年）
- 小田急ロマンスカー2016秋TV CM（2016年）
- サッポロビール「麦とホップ」TV CM（2016年）
- ケンタッキーフライド・チキンTV CM（2017年）
- SUBARU XV「輝く人」TV CM（2017年）
- SUBARU XV「好奇心」TV CM（2018年）
- グロービズ「学び放題」TV CM（2018年）
- エクスペディア「国内も!エクスペディアで夢のような旅へ(関西版)」TV CM（2019年）
- トレタnow「女子会篇」TV CM（2019年）
- エクスペディアTVCM（2020年）
- ジオ南砂町（2020年）
- スペースマーケット（2020年）
- アサヒグループ食品「MINTIA」（2021年）

### Web CM
- PlayStation 4 WEB CM（2019年）
- ファッションセンターしまむらしまエコ「裏地あったかプレミアムパンツ〜世界最高レベルの安心で、未来へ!〜篇」WEBムービー（2023年）

### 広告
- shu uemura「アイブロウ」広告（2015年）
- エース広告（2015年）
- シュワルツコフ広告（2017年）
- 松屋銀座「手仕事からうまれるHONMONO」ポスター（2018年）
- 松屋銀座「GINZA FASHION WEEK」ポスター（2018年）
- やまと美裳会カタログ（2018年）
- 松屋浴衣 ポスター（2019年）